# Буц'ах-Сак-Чіік
Буц'ах-Сак-Чіік (нар. 15 листопада 459 — пом. бл. 501) — третій відомий володар (ахав) Баакульського (Баакальського) царства класичних мая.

## Першоджерела
У всьому корпусі написів з Паленке та інших міст мая відомо лише дві ретроспективні згадки про третього Баакульського царя. Перша з них міститься на Центральній панелі з «Храму Хреста» та за формою не відрізняється від аналогічних згадок про двох його попередників. Буц'ах-Сак-Чіік також названий на панелі з «Храму XVII». Цей другий запис про правління третього царя має велике значення, оскільки у ньому вперше згадується Лакам Ха' - так давні мая називали центральну частину сучасного археологічного городища Паленке, столицю Баакульського царства часів його розквіту.

## Ім'я
Читання іменного ієрогліфа третього правителя Баакуля як Буц'ах-Сак-Чіік або Буц'-Ах-Сак-Чіік на сьогодні сумнівів не викликає і є загальновизнаним. Проте залишаються деякі суперечності у питанні точного перекладу імені. Мовою ієрогліфічної писемності мая «буц'» означає «дим», «сак» — «білий». Лінгвістичні джерела досить переконливо свідчать, що слово «чіік» використовувалося як назва носухи (коаті). Тому більшість дослідників перекладають ім'я Буц'ах-Сак-Чіік як «Димуча Біла Носуха». Разом з тим, голландський епіграфіст Ерік Бут на підставі аналізу джерел з мов юкатанських мая дійшов висновку, що словосполучення «сак чіік» у цьому випадку є позначенням птаха сенсотль і запропонував перекладати Буц'ах-Сак-Чіік як «Димний Сенсотль».